# Wilman Conde
Wilman Fernando Conde Roa (ur. 29 sierpnia 1982 w Cali) – kolumbijski piłkarz występujący najczęściej na pozycji środkowego obrońcy.

## Życiorys

### Kariera klubowa
Był zawodnikiem klubów: Deportes Quindío, Deportivo Cali, Cortuluá, S.D. Aucas, Millonarios FC, Chicago Fire, Atlas i New York Red Bulls.  